# Молода Україна (журнал, 1900—1903)
«Молода́ Украї́на» (с укр. — «Молодая Украина») — украинский молодёжный ежемесячный журнал, выходивший во Львове (с перерывами) с января 1900 по март 1903 года. Печатный орган молодёжной организации «Молода Україна», неофициальный орган львовского студенческого общества «Академічна громада».
Отстаивал идею независимости Украины, выступал против полонизации, вёл борьбу за создание украинских высших школ. Публиковал произведения известных украинских писателей, в том числе Леся Мартовича, Степана Чарнецкого, Василия Щурата, Михаила Яцкива, Василия Пачовского, Леси Украинки. В издании и редактировании «Молодой Украины» принимали участие Владимир Старосольский, Евгений Косевич, Антон Крушельницкий, Лонгин Цегельский, Владимир Темницкий и др.
Прекратил существование из-за финансовых трудностей. Всего было выпущено 33 номера.